# 아타고곤겐
아타고곤겐(일본어: 愛宕権現)은 아타고산의 산악 신앙과 수험도가 융합한 신불습합의 신호이며, 이자나미를 수적신으로 지장보살을 본지불로 한다. 신불 분리 · 폐불 훼석이 열리기 전에는 아타고산 백운사에서 권청되어 전국의 아타고샤에서 모셔졌다.

## 같이 보기
- 곤겐
- 본지수적
- 아타고 신사